# 近藤長次郎

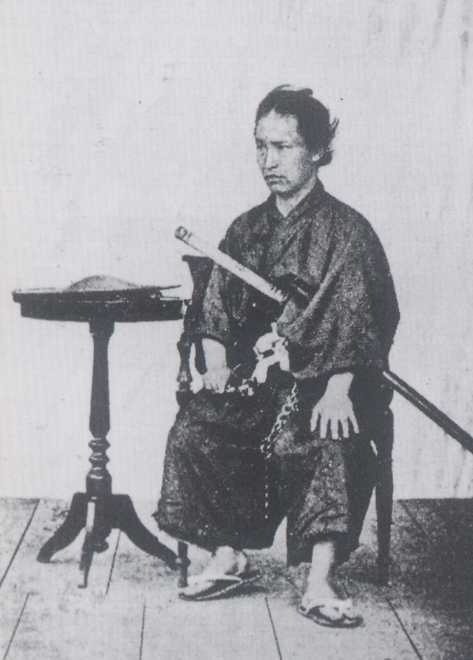
近藤長次郎

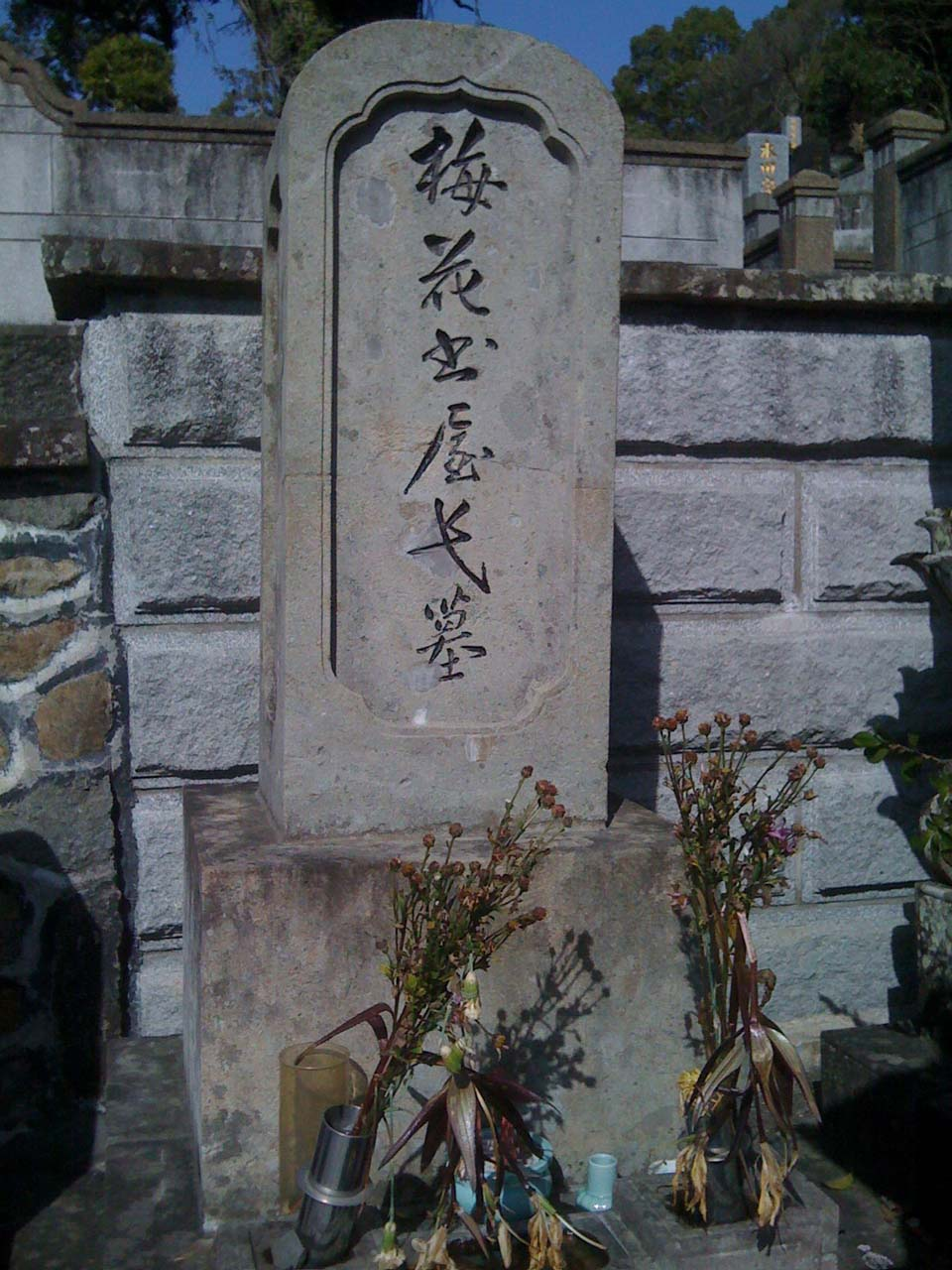
近藤長次郎之墓

近藤 長次郎（日语：／ Kondō Chōjirō，1838年4月1日（天保9年3月7日）—1866年2月28日（慶應2年1月14日））是幕末時期土佐藩出身的人物。名為春宗。別名上杉宋次郎、近藤昶次郎、梅花道人。

## 生涯
為高知城下的饅頭商人兒子，長次郎自己為了繼承父業賣饅頭、於是開始不冠上自己的姓氏，並因此被人稱作饅頭屋長次郎。小時候就相當聰明，並向土佐的河田小龍，江戶的安積艮齋學習。他的才能獲得藩主山内容堂認可，予許他在文久3年（1863年）可冠姓帶刀並加入神戶海軍操練所。他和岩崎彌太郎為好友，要離開土佐前，還從彌太郎那邊得到作為餞別禮的日本刀。此外他與同樣土佐藩出身的坂本龍馬也相當要好、而和龍馬一起創立海援隊前身的龜山社中。另外在龍馬的命令下，他前往長州藩交付槍械，長州藩主毛利敬親也因此親自向長次郎表達謝意。接著長次郎也想買下汽船‧聯合號、不過他和長州藩就聯合號的讓渡條件產生爭執，最後透過龍馬的仲介，長州藩才願意出售並支付謝禮金。

## 長次郎事件
之後長次郎企圖密航國外失敗，並因此被問責而切腹自殺，此稱之為長次郎事件。
由於長次郎作為龜山社中的社員，並向長州藩購買汽船‧聯合號，還因此從長州藩那邊得到謝禮金。但他卻侵吞一部分的款項並瞞著夥伴們而計畫前往英國留學，因此他搭乘軍火商湯瑪斯‧葛拉弗的船準備前往英國時，因為天候不好而取消，他也回到長崎並被夥伴們找到。由於他違反龜山社中的社中盟約書，遭到夥伴們的追究，於是他為了負責而在小曾根邸切腹自殺，享年29歲。雖有一說是這個命令由龍馬所下，但當時龍馬為了薩長同盟的締結而前往京都，人並不在長崎，因此長次郎的切腹很可能是龍馬不在時，由社中隊士作出的決定。
(另一說法是與社中同伴起爭執，被罵是假武士，憤而決定離開前往英國留學，但因為暴風雨的關係未能成行，而且出逃行為走漏了風聲，被奉行查到，自尊心很強的長次郎，為了被免連累龜山社中同伴及好友龍馬，亦因為長次郎已經冠姓帶刀成為武士, 決定以武士道精神切腹自殺，留下妻子阿德及剛出生的兒子。)
在龍馬之妻的阿龍之後的回憶錄『千里駒後日譚』（せんりのこまごじつのはなし）中，她表示龍馬於聽到長次郎的死訊後，悲痛地說出「只要自己在的話就不會讓你死了」的話，對他的死感到相當難過。
葬禮由社中的人舉辦並埋在位於皓台寺墓地内的高島秋帆（幕末期砲術家）的墳墓附近。現在則被移送到與大浦阿慶一起援助志士們的小曾根家墓地内。墓碑則以小曾根邸其中一間房間｢梅花書屋氏墓｣為名。筆跡則由龍馬所留下。
龍馬之後對長次郎有「有相當的技術卻不誠實。成為上杉氏（長次郎的假名為上杉宋次郎）死亡的原因」的感嘆（「坂本龍馬手帖摘要」）。
死後在明治時期，被追贈正五位。

## 登場作品
影視劇
- 龍馬來了（1968年、NHK大河劇、演：北浦昭義）
- 幕末（1970年、東寶、演：中村賀津雄）
- 勝海舟（日语：勝海舟 (NHK大河ドラマ)）（1974年、NHK大河劇、演：北村總一朗（日语：北村総一朗））
- 幕末青春塗鴉：坂本龍馬（日语：幕末青春グラフィティ 坂本竜馬）（1982年、NTV、演：福田勝洋）
- 龍馬來了（日语：竜馬がゆく#1982年版）（1982年、TX、演：原田大二郎）
- 服部半藏 影之軍團（日语：服部半蔵 影の軍団#影の軍団IV）（1985年、KTV、演：諸角憲一）
- 幕末青春塗鴉：Ronin 坂本龍馬（日语：幕末青春グラフィティ Ronin 坂本竜馬）（1986、東寶、演：倉崎青兒（日语：倉崎青児））
- 坂本龍馬（日语：坂本龍馬 (テレビドラマ)）（1989年、TBS、演：香川照之）
- 勝海舟（日语：勝海舟 (1990年のテレビドラマ)）（1990年、NTV、演：大倉順憲）
- 幕末純情傳（日语：幕末純情伝）（1991年、松竹、演：武野功雄）
- 拜託龍馬了！（日语：竜馬におまかせ!）（1996年、NTV、演：北原雅樹）
- 龍馬來了（日语：竜馬がゆく#1997年版）（1997年、TBS、演：長谷川朝晴）
- 龍馬傳（2010年、NHK大河劇、演：大泉洋）